# Lanceodontia
De Lanceodontia zijn een groep van uitgestorven pterosauriërs behorend tot de Pterodactyloidea.
In 2014 ontdekten Brian Andres, James Michael Clark en Xu Xing dat de Ornithocheiromorpha te verdelen waren in Lonchodectes en een tak bestaande uit alle andere ornithocheiromorfen. Voor die laatste benoemden zij de klade Lanceodontia, de 'lanstandigen'. De klade werd gedefinieerd als de groep bestaande uit de laatste gemeenschappelijke voorouder van Anhanguera blittersdorffi Campos & Kellner 1985 en Istiodactylus latidens Seeley 1901; en al zijn afstammelingen
De Lanceodontia zijn verdeeld in  en de Anhangueria en de Istiodactylidae. Ze bestaan uit middelgrote tot reusachtige soorten uit het vroege Krijt. De Anhangueria waren gespecialiseerde viseters met zeer lange vleugels. Van de Istiodactylidae is de levenswijze onzeker. Alle vormen hadden een langwerpige snuit met forse tanden. Vermoedelijk waren de lanceodontiërs al voor het Laat-Krijt uitgestorven.